# Russell (Kansas)
 For alternative betydninger, se Russell. (Se også artikler, som begynder med Russell)
Russell er en amerikansk by og administrativt centrum for det amerikanske county Russell County i staten Kansas. I 2000 havde byen et indbyggertal på 4.696.

## Ekstern henvisning
- Russells hjemmeside (engelsk)

38°53′23″N 98°51′26″V / 38.8897°N 98.8572°V